# Guilherme Montagu, 2.º Conde de Salisbury

Brasão de armas de Guilherme de Montagu

Guilherme Montagu, 2.º Conde de Salisbury, 4.º Barão Montacute, Rei de Man (em inglês, Sir William II Montague, ou de Montacute) (25 de junho de 1328 – 3 de junho de 1397) foi um nobre inglês e comandante militar durante a Guerra dos Cem Anos. Em 1348 ele foi um dos cavaleiros fundadores, o sexto Cavaleiro da Ordem da Jarreteira.